# Samuel Adrian (fotbollsspelare)
Samuel Osvald Wilhelm Adrian, född 2 mars 1998 i Blentarp, är en svensk fotbollsspelare som spelar för Gefle IF.

## Karriär
Adrians moderklubb är Blentarps BK. Som åttaåring gick han över till Malmö FF. I april 2017 skrev Adrian på ett lärlingskontrakt med A-laget fram över säsongen 2018. Adrian gjorde allsvensk debut den 22 juli 2017 i en 2–0-vinst över Jönköpings Södra IF, där han byttes in i den 84:e minuten mot Kingsley Sarfo. Den 25 maj 2018 skrev Adrian på ett A-lagskontrakt med MFF fram över säsongen 2020.
Den 18 juli 2019 lånades Adrian ut till Kalmar FF. I augusti 2019 råkade han ut för en korsbandsskada. I januari 2021 lånades Adrian ut till Falkenbergs FF på ett låneavtal över säsongen 2021. Den 7 augusti 2022 lånades Adrian ut till Jönköpings Södra på ett låneavtal över resten av säsongen 2022. Den 30 november 2022 stod det klart att Adrian stannar i Jönköpings Södra i två år.
Den 11 januari 2024 blev Adrian klar för Gefle IF.